# Екібастуз
Екібасту́з (каз. Екібастұз — «дві голівки солі») — місто обласного підпорядкування (засноване 1898 року, статус міста з 1957 року) в Павлодарській області Казахстану. Центр Екібастузького району. Розташоване за 125 км на північний захід від міста Павлодара.

## Фізико-географічна характеристика

### Рельєф і гідрографія
У геоморфологічному відношенні район знаходиться в Північній частині Казахського дрібносопковика і є хвилястою рівниною з дрібними западинами висохлих озер. Постійним водотоком є канал Іртиш — Караганда. Канал на шляху свого протікання сполучає окремі дрібні озера, що є водонакопичувачами. Живлення каналу здійснюється за рахунок вод річки Іртиш, і, незначною мірою, за рахунок атмосферних опадів і підземних вод.

### Ґрунти і рослинність
Основним типом ґрунтів на території району є світлокаштанові слабоґумусні ґрунти. Потужність родючого шару ґрунту в пониженнях досягає 15—40 см, інколи до 50 см. Необробленими степовими територіями є пасовища з рослинністю полинно-дерновинно-злакових степів, представленою ковилою, типчаком, полином і рідким дрібним карагайником. До кінця літа рослинність вигоряє.

### Клімат
Кліматична характеристика наводиться за середніми багатолітніми даними метеостанції Екібастуз.
Клімат району різко континентальний.
Основні кліматичні показники
- Середньорічна температура повітря +2,9 °C
- Абсолютний максимум температури повітря +41 °C
- Абсолютний мінімум температури повітря —43°С
- Температура повітря найхолоднішої доби забезпеченістю 0,95 складає −43° С, забезпеченістю 0,92 −41° С
- Середня температура найбільш спекотного місяця 21,60 °C
- Середньорічна кількість опадів — 269 мм, у тому числі
  - У зимовий період — 77 мм
  - У літній період — 192 мм
- Товщина снігового покриву 60 см,
  - імовірність перевищення 5%
- Число днів зі снігом — 143
- Середня швидкість вітру — 4,3 м/с
- Максимальна середньомісячна швидкість вітру — 5,3 м/с

Нормативна глибина промерзання ґрунтів
- Суглинки і глини — 1,92 м;
- супіски і піски дрібні і пилуваті— 2,3 м;
- піски середні, великі і гравелисті — 2,5 м;
- великообломочні ґрунти — 3,26 м.

### Екологія міста
Високозольне вугілля і його недостатнє очищення попеловловуючим устаткуванням на місцевих ДРЕСах і ТЕЦ призводить до значних викидів шкідливих речовин в атмосферу — 45,8% всіх викидів області, з них 94% належать двом електростанціям. На відстані до 15 км від станцій концентрація пилу перевищує ГДК у 10—20 разів, а сірчистий ангідрид і оксиди азоту виявлені навіть на відстані 119 кілометрів. Підвищена концентрація іонів останніх виявлена і в сніговому покриві, у кілометрі від станції велика концентрація титану, у двох — алюмінію, заліза.
Не менш гостра проблема міста — водопостачання. 40% селітибної зони підтоплено, рівень ґрунтових вод щороку піднімається на 22 сантиметри. Зношені на 80 відсотків, а десь — і на всі сто, водні магістралі міста мають в середньому по 15—17 поривів на день. Недостатньо ефективне очищення стічних вод, які через пориви не доходять до накопичувача — озера Атигай — і розтікаються всією територією. Тим чином відбувається вторинне забруднення води, у ній накопичуються токсичні елементи і важкі метали, отже якість питної води в Екібастузі не витримує жодної критики: перевищені ГДК всіх контрольованих речовин, зокрема амонійного азоту та нафтопродуктів.

## Населення
Населення — 129748 осіб (2021; 125012 у 2009, 127197 у 1999, 134627 у 1989).
Етнічний склад населення (на початок 2019 року)
- казахи — 87 087 осіб (56,93 %)
- росіяни — 48 129 осіб (31,46 %)
- українці — 5 653 особи (3,70 %)
- татари — 3 701 особа (2,42 %)
- німці — 2 495 осіб (1,63 %)
- білоруси — 945 осіб (0,62 %)
- башкири — 517 осіб (0,34 %)
- азербайджанці — 765 осіб (0,50 %)
- молдавани — 537 осіб (0,35 %)
- корейці — 384 особи (0,25 %)
- чеченці — 364 особи (0,24 %)
- поляки — 249 осіб (0,16 %)
- інші — 2 145 осіб (1,40 %)
- Всього — 152 971 особа (100,00 %)

## Новий етап в розвитку Екібастуза

### 40-і роки
1948 року прибулий загін із 50 будівельників, якими були в'язні радянських концтаборів, забив перший кілок на місці будівництва нового міста, було розмічено межі майбутніх вугільних розрізів.

### 50-і роки
1952 року в Екібастузькому таборі відбулося повстання ув'язнених, описане Солженіциним в кіносценарії «Знають істину танки!».
У скрутних умовах ставала на ноги вугільна промисловість республіки. Перший ківш піднятий машиністом екскаватора Семеном Олексійовичем Губенко. 25 грудня 1954 року машиністом екскаватора Н. Н. Колотевим завантажений вугіллям перший залізничний склад, і пішло перше вугілля Екібастуза для потреб країни. Саме з цього дня починається відлік промислового вуглевидобування в Екібастузі.
Перший ешелон екібастузького вугілля було відвантажено в грудні 1954 року — це ввійшов у дію перший вугільний розріз потужністю 3 млн тонн вугілля на рік, тресту «Іртишуголь». З того часу і починається промислове освоєння Екібастузького кам'яно-вугільного басейну.
Вже 1955 року на екібастузькому родовищі було видобуто мільйонну тонну вугілля. Трест «Іртишвугілля» перейменований у Виробниче Об'єднання «Екібаствугілля».
1957 року чисельність населення в Екібастузі досягла 25 тисяч осіб і Указом Президії Верховної Ради Казахської РСР від 12 червня робітниче селище «Екібастуз» було перейменоване на місто Екібастуз обласного підпорядкування.

### 70-і роки
У листопаді 1970 року введена в експлуатацію перша черга розрізу «Багатир», що став найбільшим розрізом не лише в колишньому Радянському Союзі, але і у світі. 1979 року почато будівництво розрізу «Східний» з проектною потужністю 30 мільйонів тонн на рік. ЕТЕК став великим промисловим центром, економічний потенціал якого виходив далеко за межі області і республіки. 11 відсотків вугілля в колишньому СРСР видобувалося в Екібастузі. Екібастузький вугільний басейн є одним з найзначніших за запасами і посідає перше місце у світі за щільністю вугілля: на площі 62 квадратних кілометра запаси вугілля оцінюють в 13 мільярдів тонн або 200 тонн на один квадратний метр. А за видобутком вугілля відкритим способом басейн є одним з найперспективніших районів у світі.

## Сім див Екібастуза

### Розріз «Богатир»
Розріз «Богатир», проектною потужністю 50 млн тонн вугілля на рік, будувався дев'ятьма чергами з 1965 по 1979 роки, його запаси складають понад 900 млн тонн вугілля. Розріз такої великої одиничної потужності був побудований у світі вперше. У зв'язку з цим «Богатир» 1980 року був включений до Книги рекордів Гіннеса (за часи його експлуатації видобуто більше 1 млрд тонн вугілля), його виробнича потужність 50 млн тонн вугілля на рік. Перша черга розрізу введена в експлуатацію в листопаді 1970 року, а вже в грудні 1983-го «Богатир» досяг проектної потужності достроково. Гірникам саме цього розрізу випала честь відвантажити мільярдну тонну вугілля, здобуту на екібастузькому родовищі 2000 року.
У жовтні 1996 року розріз був приватизований американською компанією Access Industries в результаті відкритого тендеру. Було засновано ТОО «Богатир Аксес Комір». Первісток Екібастузького вугільного басейну, розріз «Північний», з 1999 року також знаходиться під управлінням ТОО «Богатир Аксес Комір».
Із самого початку виробничої діяльності компанія займається технічним переозброєнням виробництва: тут змонтований перший у світі міжуступний самохідний перевантажувач, згідно з інвестиційною програмою введені в експлуатацію унікальні вагодозувальні комплекси, аналогів яким немає ні в ближньому, ні в далекому зарубіжжі.

### Труба Екібастузької ДРЕС-2
Найвища у світі труба Екібастузької ДРЕС-2 (420 метрів) — занесена до Книги рекордів Гінесса.

### Лінія електропередачі напругою 1500 кіловольт
Найдовша на планеті лінія електропередач напругою 1500 кіловольт постійного струму Екібастуз — Центр довжиною 2414 кілометрів (вона розташована на 4 тисячах опор і перетинає річки Іртиш, Ішим, Тобол, Урал, Волгу, пов'язуючи Казахстан з Росією) — занесена до Книги рекордів Гінесса.

### Екібастузька ДРЕС-2
До Книги рекордів Гінесса могла потрапити і ЕДРЕС-2 як найпотужніша у світі, але її, на жаль, не встигли добудувати — соціалізм, а разом з ним і гроші, скінчилися. Зараз станція є казахстансько-російським спільним підприємством і двома енергоблоками здатна виробляти 1 тисячу мегават електроенергії. Цього цілком достатньо, щоб забезпечувати залізниці Казахстану, космодром Байконур, канал Іртиш — Караганда і північні області країни. До речі, за часів розквіту Екібастуза, коли розрізи почали видавати нагора 80 млн тонн вугілля на рік, тут перевищували світові рекорди і за обсягами залізничних перевезень. Прагнучи вивезти на електростанції Уралу і Сибіру якомога більше вантажу, залізничники організували рух важких потягів і почали формувати супердовгі і суперважкі потяги, які одночасно могли везти 12 тисяч тонн вугілля. Потяги з 200 вагонів, які тягнули декілька секцій електровозів, розтягувалися на два кілометри. А на станціях діяли потужності по завантаженню і вивантаженню до 1,5 тисяч вагонів на добу!

### Розріз «Східний»
Вперше у світовій практиці при похилому заляганні вугільних пластів з обмеженою горизонтальною потужністю спроектована і впроваджена потокова технологія видобутку вугілля.

### Мусульманська мечеть і православний храм
Самі екібастузці вважають їх найкрасивішими в Казахстані.
Урочисте відкриття екібастузької мечеті, на якому був присутній муфтій Казахстану Ратбек-кажи, відбулося у вересні 1998 року. Зведена за проектом міського архітектора Женіса Хайдарова вона стала окрасою міста і була визнана однією з найкрасивіших у республіці. Будівництво Серафімо-Іверського собору розпочато 1992 року, а 21 вересня 2000 року було завершено. У церемонії освячення верхнього храму собору брав участь архієпископ Астанайський і Алматинський Олексій.

### Марат Жиланбаєв
Семиразовий рекордсмен Книги рекордів Гінесса Марат Жиланбаєв — теж одне з чудес Екібастуза. Саме він — єдина людина планети, що поодинці пробіг найбільші пустелі Азії, Африки, Австралії і Америки. Причому кожен пробіг був довжиною не менше 1200 кілометрів. Найдовші пробіги:
- через пустелю Каракуми у квітні 1992 року (1200 км за 20 днів);
- пустелю Сахара з 25 лютого по 23 березня 1993 року (1700 кілометрів за 24 дні);
- пустелю Велика Вікторія (Австралія) з 24 листопада по 15 грудня 1993 року (1600 км за 22 дні);
- пустелю Невада (США) з 1 по 19 квітня 1994 року (1218 км за 17 днів).

Це лише частина рекордів, які встановив відомий екібастузець.

## Екібастуз сьогодні

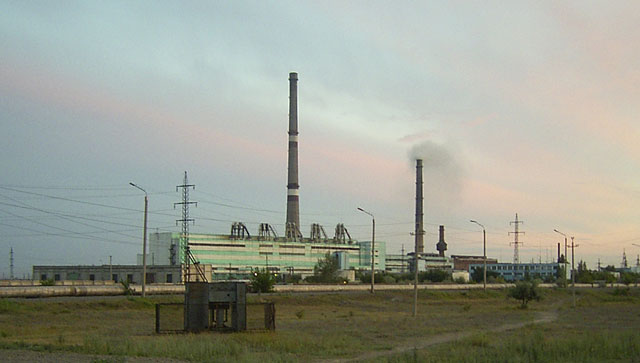
Екібастузька ТЕЦ

### Економіка і промисловість
- Кількість екібастузців перевищила 142 тисячі осіб.
- Середня заробітна плата за січень-березень 2008 року склала 52 249 тенге.
- Бюджет міста на 2008 рік — 5 290,4 мільйона тенге.
- Домінуючою галуззю економіки є промисловість. Обсяг промислового виробництва за січень-квітень 2008 року склав 33 358,4 мільйона тенге, індекс фізичного обсягу — 124,2 відсотка. Здобуто 17 166,7 тисяч тонн вугілля, вироблено 6,2607 млрд кВт·год електроенергії, вироблено 746 тонн мінеральної вати, 608 тонн ферросилікоалюмінію.
- Наразі розробка вугілля ведеться трьома вугільними розрізами:
  - розрізом «Багатир», який входить в компанію «Багатир Аксес Комір», дочірню компанію Acces Industries;
  - розрізом «Східний», що входить в корпорацію «Євразійська енергетична корпорація»;
  - розрізом «Північний», який також є частиною «Багатир Аксес Комір».

### Транспорт і зв'язок
- Аеропорт знаходиться за 16 км на південний захід від міста.
- Через місто проходить залізнична магістраль. Є дві залізничних станцій Екібастуз-1 і Екібастуз-2 (для електричок і приміських поїздів). Розклад руху поїздів по станції Екібастуз
- Також здійснюються міжміські автобусні перевезення. Міський транспорт Екібастуза представлений 11-ма автобусними маршрутами.

У місті функціонують сім АТС і 4 віддалених блоків, включених до мережі нового покоління NGN. Сільську зону Екібастуза обслуговують 11 АТС. Загальна місткість мережі телекомунікацій за станом на 1 травня 2008 р. склала понад 37 000 номерів, при цьому рівень цифровізації мережі досяг 65%. Щільність телефонізації у м. Екібастуз і сільській зоні становить 26 окремих телефонних апаратів на 100 жителів.